# Battle Programmer Shirase
Battle Programmer Shirase (BPS バトルプログラマーシラセ) és una sèrie d'anime retransmesa per la televisió (al Japó) durant el 2003, produïda per l'empresa AIC. L'argument de la sèrie se centra en els ordinadors, i té un vessant d'ecchi i comèdia.
La sèrie original està composta de 5 parts amb 15 episodis de 12 minuts de durada cadascun.

## Argument
La història de BPS transcorre al voltant d'un "programador lliure" anomenat Akira Shirase, amb un enorme potencial com a programador. Gràcies a les seves increïbles habilitats, ell és contactat per nombroses persones (curiosament, totes elles són molt similars i anomenades Akizuki) per portar a terme estranyes feines relacionades amb el furoneig i la seguretat informàtica. Ell és un noi molt tranquil que viu sol en un petit apartament al costat de la casa de la seva família.